# Vimpelkolibrier
Vimpelkolibrier (Trochilus) är släkte i familjen kolibrier. Släktet omfattar här två arter som båda enbart förekommer på Jamaica:
- Rödnäbbad vimpelkolibri (T. polytmus)
- Svartnäbbad vimpelkolibri (T. scitulus)